# 海州直隶州
海州直隶州是清代江苏省的一个直隶州。

海州在江苏省的位置（1820年）

在明代，海州隶属于南直隶淮安府。清朝雍正二年（1724年），海州升格为海州直隶州，下辖沭阳县、赣榆县，考评：繁、难。辖区范围基本上相当于今日连云港市辖境、隶属宿迁市的沭阳县，以及隶属徐州市的新沂市东部。1912年，州废，设东海县。后，东海县又拆出灌云县、灌南县。